# Курт фон Франсоа
Курт фон Франсоа (на немски: Curt von François) или Карл Бруно фон Франсоа (на френски: Karl Bruno von François) е германски военен и политически деятел, изследовател, топограф и колонизатор на Африка. Считан е за основател на Виндхук – столицата на Намибия.

## Биография

### Младост
Роден е на 2 октомври 1852 година в Люксембург, Велико Херцогство Люксенбург, син на пруския генерал Бруно фон Франсоа. Курт участва във Френско-пруската война през 1870 – 1871 година, в която баща му загива по време на битката при Шпихерен.
През 1883 година заминава за Югозападна Африка (днес Намибия). Закупува от местния африкански вожд земята около залива Ангра Пекена и назовава създаденото ново селище Людериц на името на Адолф Людериц – собственик на търговската компания, за която работи Франсоа. По този начин създава стабилен плацдарм за по-нататъшното проникване на германските колонизатори във вътрешността на страната.

### Експедиции (1884 – 1889)
През 1884 – 1885 година с чин лейтенант участва в експедицията на Херман фон Висман в Централна Африка в качеството си на топограф и метеоролог. От декември 1884 до март 1885 година изследва вододела между горното течение река Луби (ляв приток на Санкуру, от басейна на река Касаи) и средното течение на река Лулуа (десен приток на Касаи). По-късно по време на експедицията измерва дебита на р. Касаи в нейното долно течение.
От август до октомври 1885 година заедно с Джордж Гренфел изследва и картира реките Руки и Лулонга (леви притоци на Конго). Изкачва се по Лулонга и по лявата я съставяща река Маринга до началото на нейния плавателен участък, общо около 600 км. Изследва и картира около 650 км от река Руки (Бусира, Чуапа) и около 240 км от нейния ляв приток река Момбойо. Пътешествията си от 1884 и 1885 година описва в книгата „Die Erforschung des Tschuapa und Lulongo“, която е издадена в Лайпциг през 1888 година.
През 1887 година като член на Генералния щаб на армията пребивава в Того и извършва топографски дейности.
През 1889 година вече като капитан, изследва северозападната част на пустинята Калахари между платото Дамараленд и река Окованго в Намибия. Изследва река Оматако (десен приток на Окованго) и част от средното течение на Окованго.

### Следващи години (1890 – 1931)
Във Виндхук (сега столица на Намибия) през 1890 г. създава военен щаб, от който ръководи германската окупация на страната (от 1962 г. сградата, в която се е помещавал щабът, е музей).
От март 1891 до март 1894 година Франсоа е губернатор на Германска Югозападна Африка и изключително много допринася за утвърждаването на германското присъствие в района, като води няколко победоносни сражения с местните племена и завладява земите им. През 1892 година създава голямо пристанище в крайбрежния град Свакопмунд.
Умира на 28 декември 1931 година в град Кьонигс Вустерхаузен край Берлин на 79-годишна възраст.

## Памет
- Неговото име носи улица „Курт фон Франсоа“ във Виндхук.